# Chránená krajinná oblasť Dunajské luhy
Chránená krajinná oblasť Dunajské luhy (słow. skrót: CHKO Dunajské luhy; pol. Obszar chronionego krajobrazu Dunajskie Łęgi) – jeden z tzw. obszarów chronionego krajobrazu na Słowacji, obejmujący fragmenty Niziny Naddunajskiej przyległe do toku Dunaju i Małego Dunaju. Powierzchnia CHKO Dunajské luhy, która jest najmłodszym z 14 tego rodzaju obiektów na Słowacji, wynosi 12 tys. 284 ha. Tereny CHKO zostały wpisane na listę obszarów wodno-błotnych, mających znaczenie międzynarodowe, zwłaszcza jako środowisko życiowe ptactwa wodnego (tzw. konwencja ramsarska). Objęta jest również programem Natura 2000.

## Położenie
Obszar chronionego krajobrazu Dunajské luhy składa się z 5 rozdzielnych części, stanowiących enklawy rozrzucone wzdłuż doliny Dunaju od Bratysławy na południowy wschód aż prawie po Komárno. Pierwsze dwie enklawy leżą na terenie katastralnym Bratysławy, trzecia na sztucznej wyspie pomiędzy starym korytem Dunaju i kanałem dopływowym zapory wodnej Gabčíkovo, czwarta część obejmuje martwą odnogę rzeczną (tzw. Číčovské mŕtve rameno, na terenie Wyspy Żytniej), a piąta – wyspę Veľkolélsky ostrov.
Obejmuje rozległe tereny zalewowe wraz z ich niezatapianymi pobrzeżami, bagna, moczary oraz akweny wód płynących i stojących (jeziora, stawy rybne itp.). Leży na terenie trzech słowackich województw: bratysławskiego, nitrzańskiego i trnawskiego. Tereny CHKO leżą w granicach administracyjnych 23 gmin w 5 powiatach (Bratysława II, Bratysława V, Senec, Komarno i Dunajska Streda). Z całej powierzchni CHKO lasy obejmują 6359 ha, tereny rolnicze 1012 ha, akweny 3455 ha, tereny zabudowane 87 ha, inne – 1371 ha.

## Przedmiot ochrony
Przedmiotem ochrony jest zachowanie charakterystycznych biotopów z rzadko spotykanymi już zespołami i gatunkami (w tym endemicznymi i zagrożonymi) wodnych i bagiennych roślin i zwierząt.

## Historia
CHKO Dunajské luhy została powołana rozporządzeniem Ministerstwa Środowiska Republiki Słowackiej nr 81/1998 z dnia 3 marca 1998 r. z ważnością od 1 maja 1998 r., w części w oparciu o istniejące już wcześniej rezerwaty przyrody.

## Flora
Łęgi wierzbowo-topolowe i lasy olchowe; łęgowe lasy dębowo-wiązowo-jesionowe związane z dolinami wielkich rzek nizinnych; nizinne łąki kośne; naturalne eutroficzne i mezotroficzne wody stojące z wegetacją roślin pływających i/lub podwodnych typu Magnopotamion lub Hydrocharition.

## Fauna
Głównie zwierzęta związane ze środowiskami wodnymi i wodno-błotnymi: ryby, płazy i ptaki.
Bogata jest fauna ryb (ponad 20 gatunków), co jest związane z wyjątkową kombinacją wielkości wód i ich różnorodności: od prędko płynących po stojące i od rozległych, głębokich toni po zbiorniki zarastające a nawet okresowo wysychające. Żyje tu m.in. dzika forma karpia (Cyprinus carpio) czyli sazan. W zabagnionych zbiornikach i wysychających mokradłach, w których inne ryby nie przeżywają, występuje rzadka muławka bałkańska.
Środowisko lasów łęgowych i okresowo zalewanych łąk jest idealnym biotopem dla płazów. Na obszarze CHKO Dunajské luhy żyje i rozmnaża się większość gatunków płazów znanych ze Słowacji.
Gniazdują tu tak rzadkie gatunki ptaków jak m.in. orzeł bielik i typowy drapieżnik lasów łęgowych – kania czarna. Liczne są czaple siwe, ale występują tu również czapla nadobna i czapla purpurowa, a także ich mniejszy krewniak – bąk zwyczajny. Wysokie drzewa na niedostępnych wyspach są miejscem gniazdowania bociana czarnego. Licznie występują też inne gatunki związane z lasami łęgowymi i olsami, jak sikora czarnogłowa czy pokrzewka czarnogłowa oraz te związane ze starymi lasami: krętogłów, dzięcioł czarny, dzięcioł średni i muchołówka szara. Obecność wody i nadbrzeżnych zarośli warunkuje występowanie takich gatunków jak remiz, łozówka czy strumieniówka.
Spośród ssaków żyją tu prawie wszystkie gatunki typowe dla nizinnych lasów liściastych: jeleń, sarna, dzik, borsuk, lis, kuna leśna i jeż. W dziuplach starych drzew znajduje schronienie szereg gatunków nietoperzy. Charakterystyczne są gatunki związane z wodą: wydra i bóbr.